# الان روجرز
الان روجرز (بالإنجليزية: Alan Rogers)‏ (6 يوليو 1954 ببليموث في المملكة المتحدة - ) هو لاعب كرة قدم بريطاني في مركز جناح ‏. لعب مع كارديف سيتي ونادي بورتسموث ونادي بليموث أرجايل ونادي ساوثيند يونايتد وFalmouth Town A.F.C. ‏ وSaltash United F.C. ‏.